# Early-Effekt

Early-Spannung im Ausgangskennlinienfeld eines Bipolartransistors bei Basisweiten-Modulation (Early-Effekt)

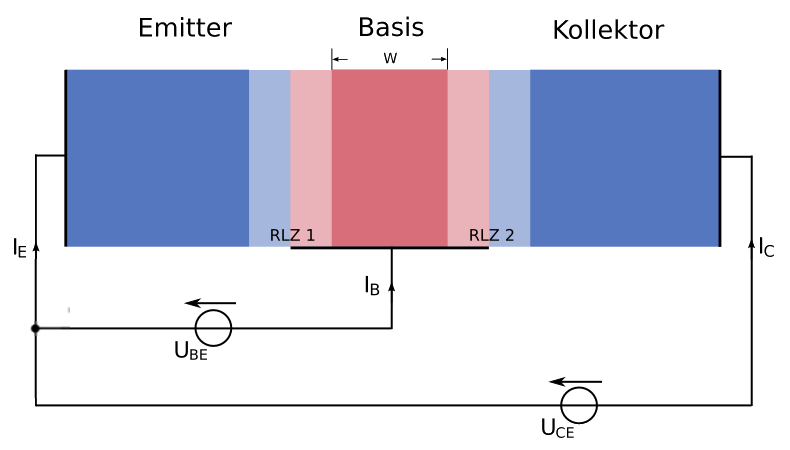
Schema eines npn-Bipolartransistors

pnp-Transistor
U_{CE} (oben) < U_{CE} (unten)

Der Early-Effekt, auch Basisweiten-Modulation, benannt nach seinem Entdecker James M. Early, beschreibt in der Halbleitertechnik die Änderung der effektiven Basisweite W eines Bipolartransistors durch die Kollektor-Emitter-Spannung UCE. Die Ausdehnung der Raumladungszone der Basis-Kollektor-Diode ist somit auch von UCE abhängig: W = f(UCE). In der idealen Betrachtungsweise der Modelle für Bipolartransistoren wird der Early-Effekt häufig vernachlässigt.
Ein ähnlicher Effekt ist auch in den Kennlinien von Feldeffekttransistoren zu beobachten. Dort wird diese Eigenschaft als die sogenannte Kanallängenmodulation beschrieben.

## Ursache
Wird die Kollektor-Emitter-Spannung UCE erhöht, verbreitert sich die Raumladungszone (RLZ) des Kollektor-Basis-pn-Übergangs und die Weite der Basis verringert sich.
{\displaystyle U_{CB}=U_{CE}-U_{BE}}

## Auswirkung
Beim Bipolartransistor bewirkt der Early-Effekt, dass der Kollektorstrom von der Kollektor-Emitter-Spannung UCE abhängt, der Transistor also keine ideale Stromquelle ist. Die Kennlinie verläuft im typischen Arbeitsbereich linear, wie im rechts dargestellten Ausgangskennlinienfeld, und ihr extrapolierter Schnittpunkt mit der UCE-Achse wird als Early-Spannung UEA bezeichnet. Sie ist ein wichtiger Parameter zur Charakterisierung eines Bipolartransistors und zur Simulation, z. B. mit SPICE, und liegt betragsmäßig je nach Transistortyp im Bereich zwischen 15 V bis 150 V.
Die Auswirkungen des Early-Effekts nehmen mit abnehmender Basisweite zu, da die relative Änderung der Raumladungszonen größer wird.

## Berechnung
Die Berechnung der Early-Spannung lässt sich über die Geradengleichung herleiten. Es werden zwei Punkte aus dem linearen Bereich benötigt. Diese werden in die Formel eingesetzt.
{\displaystyle U_{EA}={\frac {U_{1}I_{2}-U_{2}I_{1}}{I_{2}-I_{1}}}}